# 季刊GELATIN
『季刊GELATIN』（きかんゼラチン）は、2009年から2011年までワニマガジン社が発行していた日本の季刊漫画雑誌。サブタイトルは「purupuru color original comics」。雑誌、コミック誌と銘打っているが一般的には画集として扱われている。後継誌はひめシリーズ。

## 掲載作品

### 漫画
- 赤りんご - 洋灯に想う（10なつ）
- 浅見百合子 - 方舟セブンティーン（10ふゆ）
- 文倉十 - 古社唄（09はる）
- 文倉十 - 其処何処（10はる - 10なつ）
- 文倉十 - くだんの件（11ふゆ）
- Ixy - お絵かきずむ!（11はる）
- 宇木敦哉 - くらげひめ（09あき）
- 宇木敦哉 - ねこまひめ（10はる）
- 兎塚エイジ - ストーキンマチコ（11ふゆ）
- H2SO4 - LONDON BRIEF（10ふゆ）
- 柏餅よもぎ - ももぞの（09なつ）
- 柏餅よもぎ - はみだし MAKE LOVER（09あき）
- 柏餅よもぎ - 邪魔ingシスター（10ふゆ）
- 柏餅よもぎ - 恋するボンデージ（10なつ）
- 加茂 - 15window（10はる）
- キムラダイスケ - アナナイ（11ふゆ）
- キムラダイスケ - THINICAHELL 〜シニカヘル〜（11はる）
- けろりん - おんなのこのひみつ（09あき）
- 極楽院櫻子 - プリティアングル360（09はる）
- 小宮裕太 - 上物憑き（09なつ）
- さめだ小判 - ダイオウグソクムシたん（11はる）
- shihou - 空色キャバルリー（10あき）
- shihou - 寒冷戦線（11ふゆ）
- 清水栄一・下口智裕 - 天狗少女ナツ（10はる）
- 志村貴子 - 中学生（09なつ）
- 鈴見敦 - BLOODY LITTLE CIRCUS（09はる）
- 絶叫 - 恋人ショップ（09なつ）
- 双 - キッチンとネコさんとネズミさん（10なつ）
- 平つくね - マスクに願いを（10ふゆ）
- たかみち - りとうのうみ（09はる - 10はる、10あき）
- 中央東口 - 放課後アリス（10あき）
- 月吉ヒロキ - Lucky Rabbit's（10はる）
- TNSK - cream（10なつ）
- TNSK - 最後のマッチ売り（11ふゆ）
- TNSK - あめだんしゃく（11はる）
- てりてりお - 超日ジャイアントスイング部（09なつ）
- 天杉貴志 - 美少女猫飼いの葛藤（10なつ）
- toi8 - やさしい塔（09はる）
- toi8 - おてつだい（09なつ）
- toi8 - 巨人の塔（09あき）
- toi8 - 鬼ごっこ（10ふゆ）
- toi8 - マジョ（10はる）
- toi8 - マボロシの中野区（10なつ）
- toi8 - ながいゆめ（10あき）
- toi8 - げいのかみさま（11ふゆ）
- toi8 - ネコマタ（11はる）※『なつひめ』へ移籍
- 七草 - VS Mode（10はる）
- 七草 - ENCOUNTER（10あき）
- 2D - Beauty & Blast（11はる）
- nikuball - Lily Ghost（10ふゆ）
- 庭 - スカイライン（10あき）
- 庭 - ブルーチョコレート（11はる）
- はしもとしん - じゃんくやーど!（09なつ）
- はしもとしん - ロコモコ山でんしの湯（10ふゆ）
- はしもとしん - 渚のencounter（10はる）
- はしもとしん - 世界ぷるるん放浪記（10なつ）
- はしもとしん - 倉ノ浦高校 暗黒魔法大全（10あき）
- はしもとしん - Terminal High-altitude Absolute Neshogatsu Sphere（11ふゆ）
- 濱元隆輔 - ぐうぞうまじょ! Idol Witch Project（09あき）
- 火鳥 - NEE.T.（10なつ）
- 火鳥 - 魔法非処女プリティビッチ（10あき）
- 火鳥 - ラプンツェルは塔の上（11ふゆ）
- 火鳥 - 煩悩坂高校禁欲部（11はる）
- 藤岡とき - えくすちぇんじ!（11ふゆ）
- ふゆの春秋 - 南北生徒会戦争（10ふゆ）
- ふゆの春秋 - フォントマスター（10はる）
- ふゆの春秋 - 水泳部きらきら（10なつ）
- ふゆの春秋 - 水彩少女（11ふゆ - 11はる）※『なつひめ』へ移籍
- BUNBUN - 魔王のナイショ!（09なつ）
- BUNBUN - つがいの森（10ふゆ）
- BUNBUN - 狐守火（10なつ）
  - BUNBUN - 狐威華（11ふゆ）
  - BUNBUN - 狐飛空（11はる）
- x6suke - ネクロとフィリア（10あき）
- 放電映像 - ストロー（09はる - 11はる）※『robot』からの移籍
- 方密 - かふぇすいむうぇあへようこそ!!（09あき）
- ぼっしぃ - ミズギノセカイ（09はる、09あき）
- 前嶋重機 - DRAGON FLY（09はる、09あき、10はる、10あき）※『robot』からの移籍
- MATSUDA98 - Laundromat（09あき）
- 松竜 - ぱぺまぺ（10はる）
- 村崎久都 - 佐藤さんの日常（10なつ）
- 連 - ほすぴたりてぃー（09なつ）
- 連 - 彼との距離は0cm（10はる）
- mebae - ノンスケール（09なつ）
  - mebae - スケールモデル（10なつ - 10あき）
- mebae - お兄ちゃんお兄ちゃん詐欺（09あき）
- mebae - 温めますか?（10ふゆ）
- mebae - 夢みるプラリネちゃん（11ふゆ）
- mebae - カラコルム女学院（11はる）
- モタ - チビ子さんとドラゴンの肉（09はる）
- モタ - キツネとアブラアゲ（09なつ）
- 森山大輔 - 調律師（09はる）
- ヤスダスズヒト - Eine Kleine Nachtmusik（09なつ）※『robot』からの移籍
- 山本ケイジ - 宇宙大帝メガコろん（10ふゆ）
- 山本ヤマト - 星追（09なつ）
- 優 - おかえりなさい。（10なつ）
- 優 - さよなら、またね。（10あき）
- 優 - 猫の日（11ふゆ）
- 優 - はるのはな（11はる）
- ゆーげん - メルとほうき星（10はる、10あき、11ふゆ - 11はる）
- ゆーげん - こちら湾岸防衛戦線、異常なし。（10なつ）
- よしづきくみち - チェーン おブ ザ ワーるド（09あき）
- りょーちも - UHF逃避行（09あき）
- redjuice - 廟 -BYOU-（09なつ）
- 和六里ハル - 姉星人襲来!! -INVADERS FROM ONEESAN-（10ふゆ）

### イラストーリー
- KEI - Tales in Watercolor（09はる）
- John Hathway - MAGIC SUPER MARKET（09はる）
- SABE - 不定形プリンセス ゼラちん 予告編（09はる）※作者死去のため予告編のみで終了
- VOFAN - 距離96公文的世界（09あき）
- VOFAN - 祈晴師（10ふゆ）
- VOFAN - 櫻華使（10はる）
- VOFAN - 写恋家（10なつ）
- huke - RMGD -レメゲド-（09はる）
- ミギー - 花（09はる）
- ミギー - 紅の端から（09なつ）
- ミギー - お留守番（09あき）
- ミギー - Dream（10ふゆ）
- refeia - 眠り姫とドリーミング・ピル（11ふゆ）

## 刊行巻
- 季刊GELATIN 2009 はる（2009年2月発売、ISBN 978-4862690807）1,500円（税込）
- 季刊GELATIN 2009 なつ（2009年6月発売、ISBN 978-4862690920）1,500円（税込）
- 季刊GELATIN 2009 あき（2009年9月発売、ISBN 978-4862691026）1,500円（税込）
- 季刊GELATIN 2010 ふゆ（2009年12月発売、ISBN 978-4862691149）1,500円（税込）
- 季刊GELATIN 2010 はる（2010年4月発売、ISBN 978-4862691224）1,500円（税込）
- 季刊GELATIN 2010 なつ（2010年6月発売、ISBN 978-4862691323）1,500円（税込）
- 季刊GELATIN 2010 あき（2010年9月発売、ISBN 978-4862691422）1,500円（税込）
- 季刊GELATIN 2011 ふゆ（2010年12月発売、ISBN 978-4862691569）1,680円（税込）
  - カレンダー付き
- 季刊GELATIN 2011 はる（2011年3月発売、ISBN 978-4862691637）1,800円（税込）
  - 一部書店限定で、小冊子『季刊GELATIN NANO』付き